# NIC-land
 For alternative betydninger, se NIC. (Se også artikler, som begynder med NIC)
NIC-land (Newly Industrialized Country) er en betegnelse for helt nye ilande, dvs. lande, som for 30-40 år siden var ulande, men som har indhentet ilandene, hvad angår vækst. Et NIC-land er derfor et land, der traditionelt blev regnet for et udviklingsland, men som ikke længere viser disse landes typiske kendetegn. Derfor udskiller man sådan et land fra rækken af udviklingslande. Det engelske begreb opstod i 1970'erne, hvor det blev brugt om de fire såkaldte "asiatiske "tigre" (Sydkorea, Taiwan, Hong Kong og Singapore). Af og til bliver NIC-landene også betegnet som "take-off countries", fordi de har overvundet de typiske strukturproblemer hos et udviklingsland og er i færd med at fjerne sig fra denne gruppe.
Et NIC-land er på vej mod industrialisering, når man måler på de økonomiske udviklingsfaktorer. På det stadium er NIC-landet kendetegnet ved en vidtgående omformning af de økonomiske strukturer, som fører det fra agrarøkonomi til industrialisering. Sådan en omdannelse er ofte kun mulig ved brug af en undertrykkende statsmagt og et meget lavt lønniveau. Derfor er NIC-landene for det meste præget af en stærk modsætning mellem fattige og rige, og de bliver hyppigt ramt af politisk uro. I forlængelse deraf fører forskelle mellem konservative kræfter og partier, som ønsker en modernisering, til øget spænding.
De sociale udviklingsindikatorer (alfabetiseringsrate, børnedødelighed, forventet livslængde, udvikling af en civil offentlighed) står ligesom miljøbeskyttelse ofte tilbage i forhold til landenes økonomiske fremskridt.

## NIC-landene 2007
| Kontinent   | Land         | BNP (Millioner USD) | BNP pr. indbygger (USD) | Liste over lande efter udviklingsindex (HDI) (2004) |
| ----------- | ------------ | ------------------- | ----------------------- | --------------------------------------------------- |
| Afrika      | Sydafrika    | 240,152             | 5,106                   | 0.653 (mellem)                                      |
| Nordamerika | Mexico       | 768,438             | 7,298                   | 0.821 (høj)                                         |
| Sydamerika  | Brasilien    | 794,098             | 4,320                   | 0.807 (høj)                                         |
| Asien       | Kina         | 2,228,862           | 1,709                   | 0.768 (mellem)                                      |
| Asien       | Indien       | 785,468             | 705                     | 0.611 (mellem)                                      |
| Asien       | Malaysia     | 130,143             | 5,042                   | 0.805 (høj)                                         |
| Asien       | Filippinerne | 98,306              | 1,168                   | 0.763 (mellem)                                      |
| Asien       | Thailand     | 176,602             | 2,659                   | 0.784 (mellem)                                      |
| Europa      | Tyrkiet      | 363,300             | 5,062                   | 0.757 (mellem)                                      |